# Tales of Mystery and Imagination
| 전문가 평가   | 전문가 평가 |
| 평가 점수     | 평가 점수   |
| 출처          | 점수        |
| ------------- | ----------- |
| AllMusic      | [ 2 ]       |
| Rolling Stone | (mixed)     |

《Tales of Mystery and Imagination》은 영국의 프로그레시브 록 밴드 앨런 파슨스 프로젝트의 데뷔 스튜디오 음반이다. 1976년 6월 25일, 영국과 아일랜드에서 카리스마 레코드와 20세기 폭스 레코드를 통해 전 세계에 발매되었다. 에드거 앨런 포의 공포물과 시를 재조명하는 이 음반의 서정적이고 음악적인 테마는 컬트적인 청중을 끌어들였다. 이 음반의 제목은 같은 이름의 포의 무시무시한 이야기 모음집 제목에서 따온 것이다.
이 음반에 수록된 음악가들은 〈The Tell Tale Heart〉에 나오는 크레이지 월드 오브 아서 브라운의 보컬리스트 아서 브라운, 〈The Cask of Amontillado〉와 〈(The System of) Dr. Tarr and Professor Fether〉에 나오는 존 마일스, 그리고 〈To One in Paradise〉에 나오는 홀리스의 테리 실베스터가 있다. 밴드 암브로시아와 파일럿의 완벽한 라인업과 커브드 에어와 스카이의 키보디스트 프란시스 몽크먼이 음반에 나온다.
《Tales of Mystery and Imagination》는 《빌보드》 팝 음반 차트에서 38위로 정점을 찍었다. 팝 싱글 차트 37위, 캐나다 62위로 〈(The System Of) Doctor Tarr and Professor Fether〉가 정점을 찍었다.

## 구성
〈The Raven〉은 배우 레오나드 위팅이 리드 보컬을 맡고 앨런 파슨스가 EMI 보코더를 통해 보컬을 맡는다. 이 음반의 라이너 노트에 따르면, 〈The Raven〉은 디지털 보코더로 구성된 최초의 록 곡이었다. 〈The Fall of the House of Usher〉의 서곡 부분은 비록 신빙성은 없지만 1908년에서 1917년 사이에 작곡된 클로드 드뷔시의 오페라 단편 〈La chute de la maison Usher〉에서 그대로 인용되었다. 〈The Fall of the House of Usher〉는 16분 이상 진행되며 녹음의 대부분을 차지하는 기악 모음곡이다.

## 곡 목록
앤드류 파월와 공동 작사/작곡한 〈The Fall of the House of Usher〉를 제외하고, 모든 곡들은 에릭 울프슨과 앨런 파슨스가 작사/작곡하였다.
| #  | 제목                                              | 리드 보컬                            | 재생 시간 |
| -- | ------------------------------------------------- | ------------------------------------ | --------- |
| 1. | 〈A Dream Within a Dream〉                        | 기악                                 | 4:14      |
| 2. | 〈The Raven〉                                     | 앨런 파슨스, 레오나드 위팅           | 3:57      |
| 3. | 〈The Tell-Tale Heart〉                           | 아서 브라운 (추가 보컬: 잭 해리스)   | 4:38      |
| 4. | 〈The Cask of Amontillado〉                       | 존 마일스 (추가 보컬: 테리 실베스터) | 4:33      |
| 5. | 〈(The System of) Dr. Tarr and Professor Fether〉 | 마일스 (추가 보컬: 해리스)           | 4:20      |

| #  | 제목 | 리드 보컬                                 | 재생 시간 |
| -- | --- | ----------------------------------------- | --------- |
| 1. | 〈The Fall of the House of Usher〉 - 〈Prelude〉 – 7:02 - 〈Arrival〉 – 2:39 - 〈Intermezzo〉 – 1:00 - 〈Pavane〉 – 4:36 - 〈Fall – 0:51〉 | 기악                                      | 16:10     |
| 2. | 〈To One in Paradise〉 | 실베스터 (추가 보컬: 에릭 울프슨, 파슨스) | 4:46      |

## 인증
| 국가                       | 인증     | 판매량/출하량 |
| -------------------------- | -------- | ------------- |
| 캐나다 (뮤직 캐나다)       | 플래티넘 | 100,000^      |
| 독일 (BVMI)                | 플래티넘 | 500,000^      |
| 영국 (BPI)                 | 실버     | 60,000^       |
| ^출하량을 기반으로 한 인증 |          |               |